# Bornemisza Anna
Berhidai és petrilini Bornemisza Anna (1630 körül – Ebesfalva, 1688. augusztus 5.) erdélyi fejedelmasszony. I. Apafi Mihály fejedelem felesége.

## Élete
Édesapja, berhidai és petrilini Bornemisza Pál jenei kapitány, majd udvari főkapitány volt. Gyermekéveit Jenőn és Munkácson töltötte, neveltetéséről nincsenek pontosabb ismereteink. 1653-ban I. Apafi Mihály felesége lett. Amikor 1657-ben férje részt vett a lengyel hadjáratban és tatár fogságba esett, Anna három év alatt összegyűjtött 12 000 tallér váltságdíjat, így szabadította meg férjét a fogságból, aki 1660 őszén tért vissza Erdélybe. A következő évben férjét az erdélyi rendek Ali pasa kívánságára fejedelemmé választották. Az okos, erélyes és higgadt asszony korabeli feljegyzések szerint igen nagy befolyással bírt tehetetlen és ingatag férje elhatározásaira. Betegeskedését, rossz hangulatát magyarázhatja, hogy tizennégy gyermeknek adott életet, azonban csak egyetlen fiú, az 1676-ban született Mihály érte el a felnőttkort.

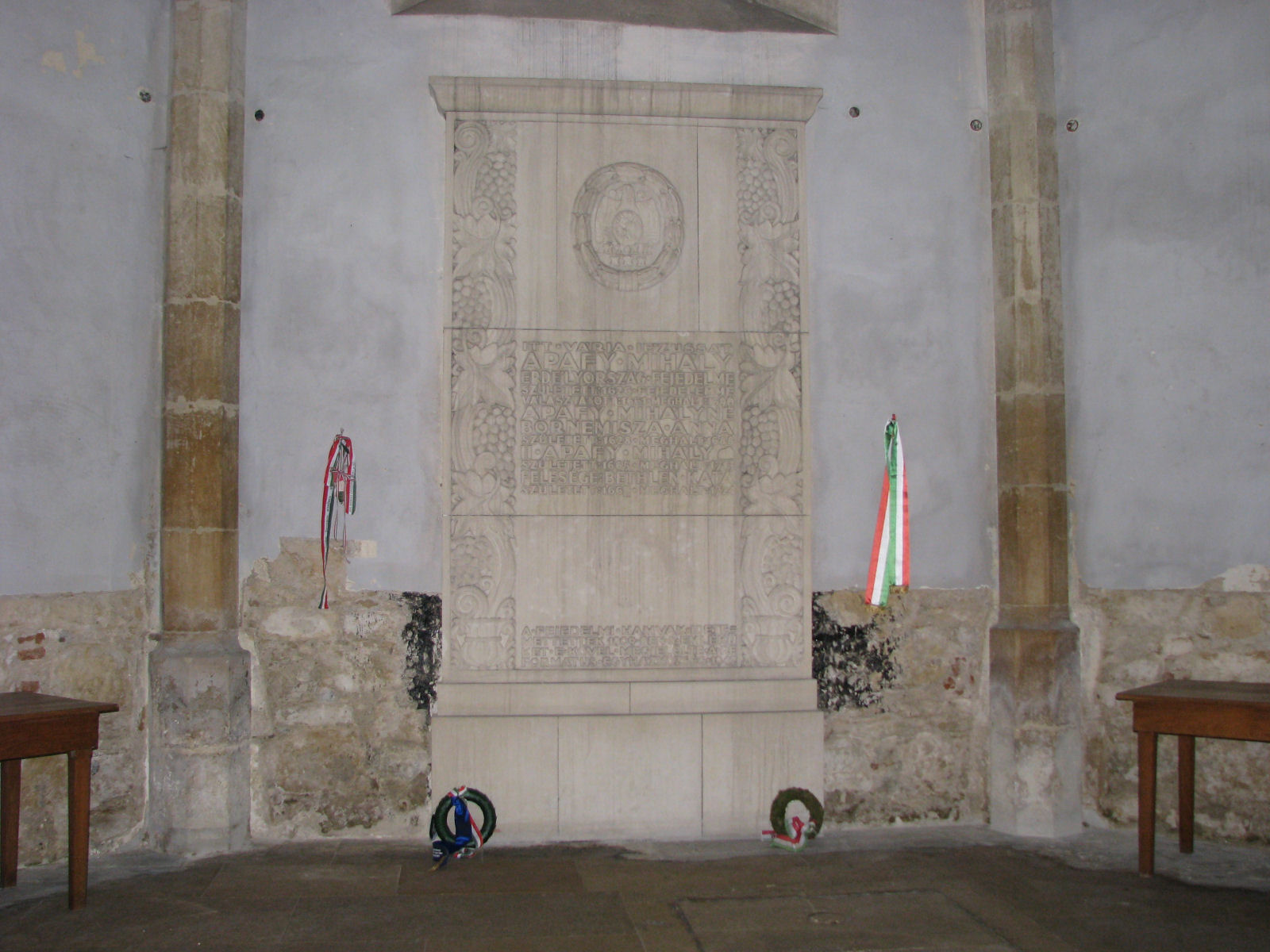
Bornemisza Anna sírhelye a kolozsvári Farkas utcai református templomban

Férjét gondoskodó hitvesi szeretettel vette körül, de különösen házasságuk második felében úgy kezelte, mintha inkább gyermeke lett volna, aggodalmasan, féltve, gondoskodva. Annyi bizonyos, hogy nagyon szoros érzelmi kapocs volt kettejük között. Anna mindvégig fájlalta, hogy a főrangú erdélyi családok enyhe lenézéssel viseltetnek irántuk, a fejedelmi pár iránt, férjét sokszor kinevették, nem vették komolyan. Minthogy Anna megingathatatlanul bízott Teleki Mihály kancellárban, a fejedelmet is rávette, hogy Teleki tudta nélkül semmilyen országos ügyben ne döntsön. Ő maga is szinte minden apró eseményről értesítette a kancellárt, akinek tudta és beleegyezése nélkül semmi sem történhetett a fejedelemségben. Levelezésük nagyrészt politikai kérdésekről, Erdély és a Porta pillanatnyi helyzetéről, belpolitikai eseményekről szólt, de magánéleti nehézségeit is megosztotta Telekivel.
A fejedelmi udvartartás szervezésével, a gazdálkodás ellenőrzésével szintén sok időt töltött, ezt bizonyítják fennmaradt számadáskönyvei és 1680-ból származó híres szakácskönyve is. 1667-től gazdasági naplót vezetett, melyben élete végéig a legapróbb részletességgel beszámolt a fejedelmi udvartartás valamennyi bevételéről és kiadásáról. Apor Péter feljegyzései szerint Anna katolikusellenessége alig ismert határokat, holott a fejedelem maga nem sokat törődött ezzel a kérdéssel. Mélyen elítélte II. Rákóczi György özvegyét, Báthory Zsófiát, aki férje halála után, 1660-ban azonnal visszatért a római katolikus egyházba.
Bornemisza Anna halálát Apafi fejedelem így írta le: „1688. aug. 5-én az én szerelmes feleségemet, aki minden keserves és bajos dolgaimnak társa volt, elfelejthetetlen szomorúságomra szólítá ki Isten estve tíz óra felé Ebesfalván.” Az almakereki evangélikus templom Apaffy-sírboltjába temették, ahová később férjét is. 1909-ben fia és menye földi maradványaival együtt mind a négyüket a kolozsvári Farkas utcai református templomban újratemették. A díszes síremléket Kós Károly tervezte 1942-ben.
A család életét Jósika Miklós dolgozta fel.

## Szövegkiadások
- I. Apafi Mihály fejedelem udvartartása. 1. köt., Bornemisza Anna gazdasági naplói (1667–1690); szerk. Szádeczky Béla; Akadémia, Bp., 1911
- Bornemisza Anna szakácskönyve 1680-ból; közread. Lakó Elemér; Kriterion, Bukarest, 1983